# Marionina welchi
Marionina welchi är en ringmaskart som beskrevs av Lasserre 1971. Marionina welchi ingår i släktet Marionina och familjen småringmaskar. Inga underarter finns listade i Catalogue of Life.